# Moriz Henneberger
Moriz Henneberger (Basilea, 16 d'octubre de 1878 – 7 d'abril de 1959) fou un jugador d'escacs suís.

## Resultats destacats en competició
Fou 5 cops Campió de Suïssa, el 1899 a Lausana, el 1906 a Basilea (ex aequo amb Walter Henneberger), el 1909 a Zúric, el 1911 (ex aequo amb Walter Henneberger, Kurt Krantz, i Erwin Voellmy), i el 1914 (ex aequo amb Dietrich Duhm).

## Olimpíades d'escacs
Henneberger va representar Suïssa a la II Olimpíada d'escacs a La Haia, 1928, on jugant al 5è tauler va fer 3 punts de 10 partides (+2 =2 -6), un 30%. Suïssa va quedar en 6a posició (de 17 equips).